# جنگل شکننده اولیه هم‌تافت

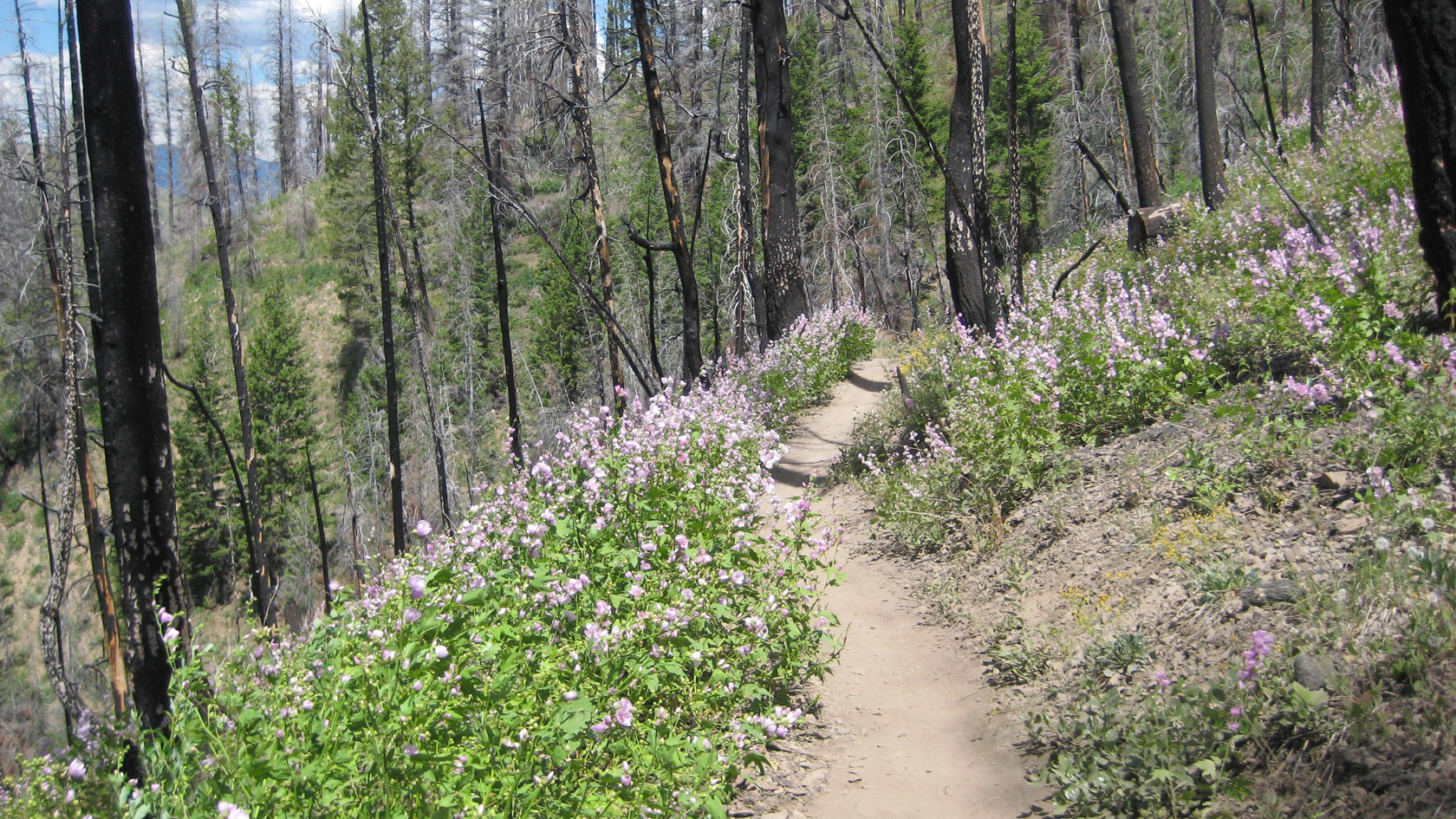
گل‌هایی که در جنگل شکننده اولیه هم‌تافت شکوفا می‌شوند.

جنگل شکننده اولیه هم‌تافت (به انگلیسی: Complex early seral forest)، یا جنگل‌های خشکه‌دار، بوم‌سازگانی هستند که مکان‌های بالقوه جنگلی را پس از یک اختلال جایگزینی پایه و قبل از ایجاد مجدد یک تاج جنگلی بسته اشغال می‌کنند. آنها توسط اختلالات طبیعی مانند آتش‌سوزی یا طغیان حشرات ایجاد می‌شوند که فرآیندهای توالی بوم‌شناختی را بازنشانی می‌کنند و مسیری را دنبال می‌کنند که تحت‌تأثیر میراث‌های زیست‌شناختی است (مانند درختان زنده بزرگ و خشکه‌دارها، کنده‌های درختان، بانک‌های بذر، بافت جوانه‌زنی، قارچ‌ها و سایر زیست‌توده زنده یا مرده) که در طول اختلال اولیه حذف نشدند. جنگل شکننده اولیه هم‌تافت با تنوع زیستی غنی توسعه می‌یابند، زیرا زیست توده باقی‌مانده منابع بسیاری از اشکال حیات را فراهم می‌کند، به‌دلیل ناهمگونی زیستگاه‌های ایجاد شده توسط اختلالاتی که آنها را ایجاد کرده است. از این جهت و سایر روش‌ها، جنگل شکننده اولیه هم‌تافت با جنگل متوالی اولیه ساده‌شده که توسط قطع درختان ایجاد شده متفاوت است. زیستگاه جنگل شکننده اولیه هم‌تافت به دلیل مهار آتش، کم‌پشت شدن و قطع درختان پس از آتش‌سوزی یا پس از شیوع حشرات تهدید می‌شود.

## بوم‌شناسی

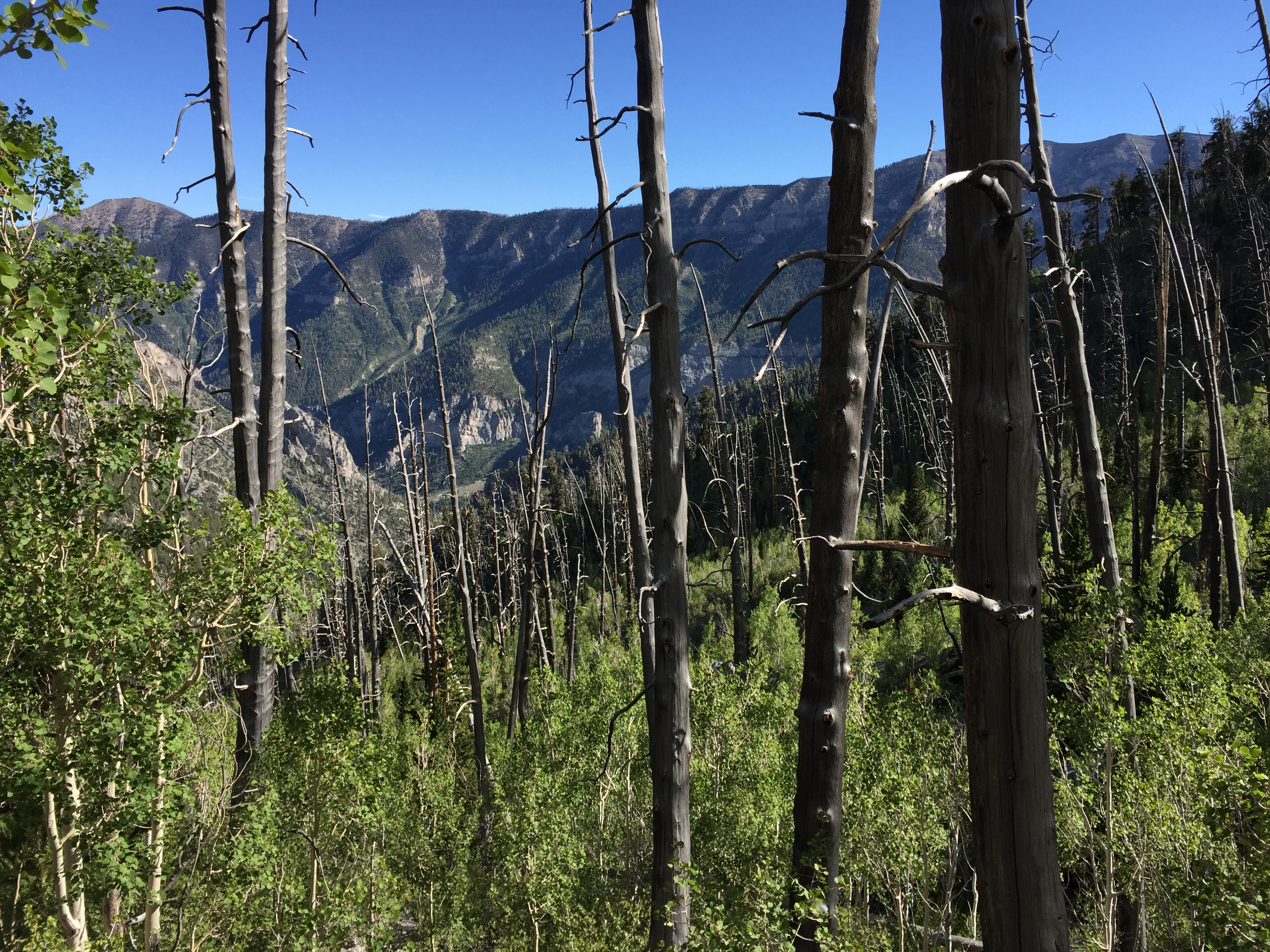
جنگل شکننده اولیه هم‌تافت، که جنگل‌های خشکه‌دار نیز نامیده می‌شود، از درختان سوخته و جوانه‌های آسپن در کوه چارلستون وحشی، نوادا

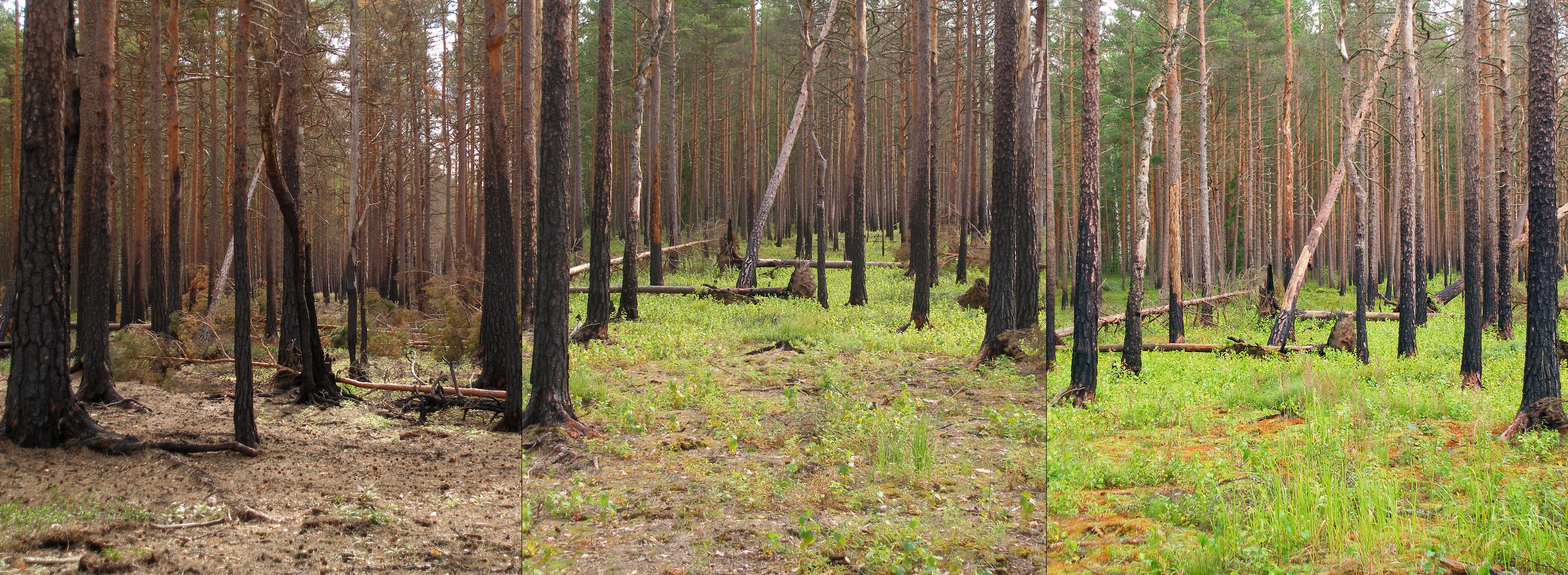
جنگل شکننده اولیه هم‌تافت در جنگل شمالی ۱، ۲ و ۳ سال پس از آتش‌سوزی

جنگل شکننده اولیه هم‌تافت از نظر ساختاری پیچیده‌تر هستند، شامل درختان و خشکه‌دارهای بزرگ‌تر هستند، و دارای طبقه‌های زیرین متنوع‌تر، فرآیندهای بوم‌سازگان کاربردی‌تر، و استخرهای ژنی متنوع‌تر از مناطق برداشت چوب هستند. این ویژگی‌ها انعطاف‌پذیری بیشتری را در برابر تغییرات آب و هوایی نسبت به جنگل‌های شکننده ساده‌شده‌ای که با قطع درختان تولید می‌شوند فراهم می‌کنند. ویژگی‌های جنگل شکننده اولیه هم‌تافت سطح بالایی از غنای گونه‌ای را ارتقا می‌دهند، به‌ویژه جوامع پرندگانی که از این جنگل‌ها به‌طور گسترده استفاده می‌کنند.
زیست‌توده باقیمانده خشکه‌دارها استرس مزاحم را کاهش می‌دهد و تکثیر سریع حیات جدید را فراهم می‌کند برای نمونه، بانک‌های بذر و بافت گیاهی زنده باعث ایجاد پوشش متراکم چمن، علف‌های فراوان و درختچه‌ها می‌شود، به‌ویژه تثبیت کننده‌های نیتروژن (مانند گونه‌های Ceanothus spp) .) و همکاران همزیستی قارچ‌ریشه (مانند گونه‌های Manzanita) که رشد مخروطیان را تسهیل می‌کنند. مخروط‌های بسته مانند سکویاهای غول‌پیکر نیز در این جنگل‌ها خوب عمل می‌کنند. سایر گیاهانی که می‌توانند به‌وفور در سوختگی‌ها مستعمره شوند، مانند درختان سوزنی برگ و بید علفی آذرین، از طریق باد یا بذرهای پراکنده حیوانی می‌رسند. غنای گونه‌های گیاهی جنگل‌های خشکه‌دار می‌تواند بسیار بیشتر از جنگل‌های نسوخته باشد.
جوامع پرندگان و پستانداران کوچک که از جنگل شکننده اولیه هم‌تافت استفاده می‌کنند، حشرات فراوان را علوفه می‌کنند و فراوانی بذرها را در گیاگان پس از آتش‌سوزی افزایش می‌دهند. این گونه‌ها به نوبه خود از افزایش شکارچیان حمایت می‌کنند. گونه‌های پرنده‌ای مانند دارکوب پشت‌سیاه، مگس‌گیر پهلوزیتونی، کبودمرغ کوهی، گنجشک چهچهه‌زن و بلدرچین کوهی بیشترین فراوانی را در جنگل شکننده اولیه هم‌تافت به‌دست می‌آورند.

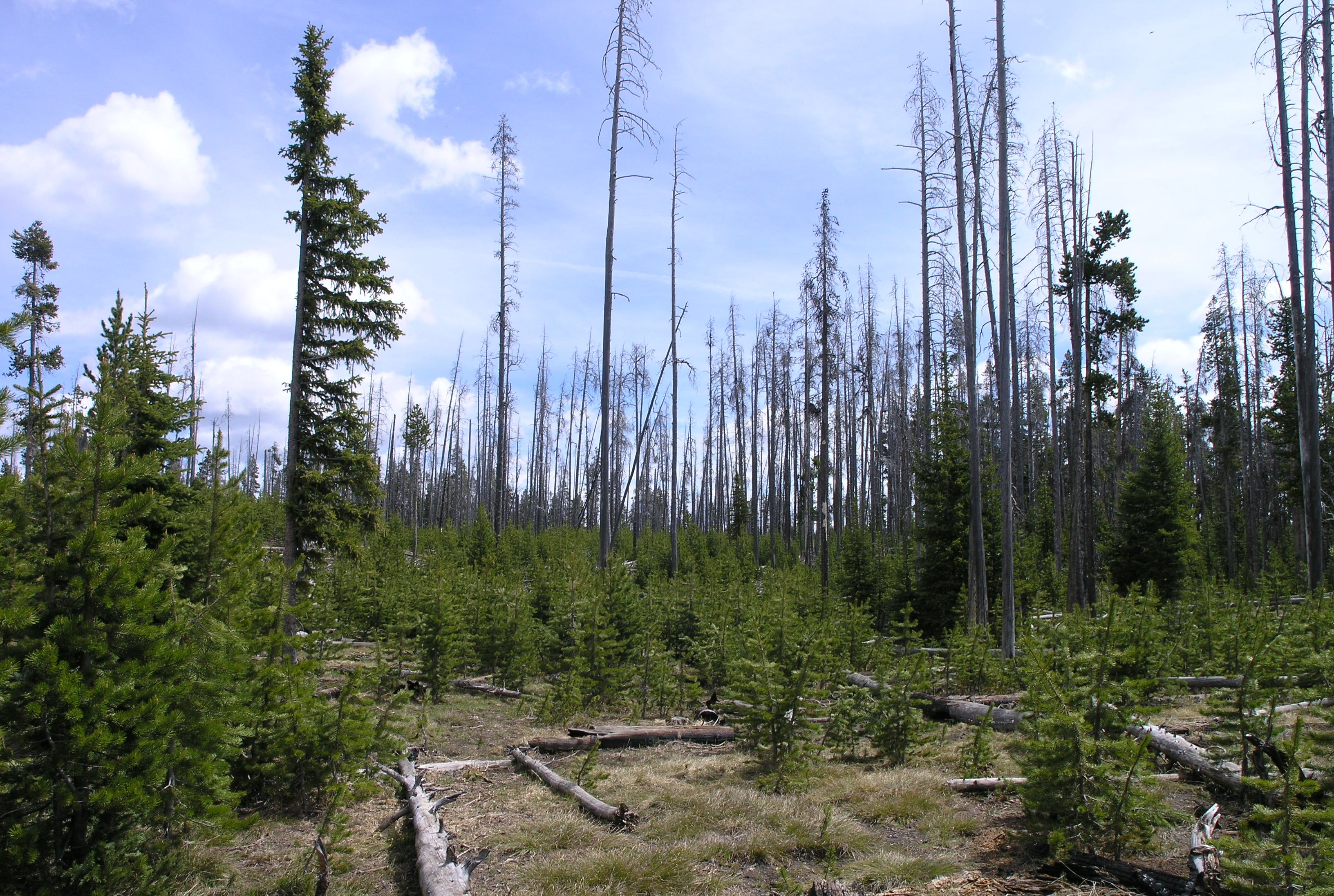
جنگل شکننده اولیه هم‌تافت یا جنگل خشکه‌دار در پارک ملی یلوستون

خفاش‌ها (Myotis, Idionycteris, Lasionycteris، و Eptesicus) نیز از جنگل شکننده اولیه هم‌تافت استفاده می‌کنند، زیرا طعمه‌های حشرات بیشتر و همچنین جایگاه‌های مناسبی دارند. آتش‌سوزی‌های جایگزین باعث افزایش جریان طعمه‌های آبزی به زیستگاه‌های خشکی می‌شود و باعث افزایش مصرف‌کنندگان ساحلی می‌شود. درختانی که در اثر آتش‌سوزی کشته می‌شوند برای یکپارچگی بوم‌شناسی جوامع رودخانه‌ای مفید هستند زیرا آنها منبع اصلی ورودی‌های بزرگ آوارهای چوبی هستند. همچنین توسط برخی از گونه‌های قارچ جنگلی که محدود به سوختگی هستند تولیدمثل می‌شود (مانند کرکونوسه) و چوب مرده بستری را برای رشد قارچ فراهم می‌کند که از بسیاری از گونه‌های بندپایان، از جمله سوسک‌های بومی منحصربه‌فرد دنباله‌روی آتش، پشتیبانی می‌کند.
به‌طور کلی، سوسک‌ها درختان آتش‌سوزی را در جنگل شکننده اولیه هم‌تافت مستعمره کرده و لاروهای فراوان آن‌ها برای دارکوب‌های پشت سیاه جنگل و جغد خالدار مفیدند. در اسناد مدیریت جنگل اغلب بیان می‌کنند که آتش‌سوزی شدید جنگل‌ها علت کاهش اخیر جمعیت جغد خالدار و یک تهدید اولیه برای زنده ماندن جمعیت جغدهای خالدار هستند، اما یک بررسی سازگان‌شناسی و فراتحلیل نشان داد که آتش‌سوزی مزایای بیشتری نسبت به هزینه برای جغدهای خال‌دار ایجاد می‌کند.